# Coyote Flats (Teksas)
Coyote Flats je naseljeno mjesto za statističke potrebe u američkoj saveznoj državi Teksas. Prema popisu stanovništva iz 2010. u njemu je živjelo 312 stanovnika.